# Clematodes larreae
Clematodes larreae är en insektsart som beskrevs av Cockerell 1901. Clematodes larreae ingår i släktet Clematodes och familjen gräshoppor. Inga underarter finns listade i Catalogue of Life.